# Notre-Dame-de-l’Annonciation (La Chapelle-Achard)

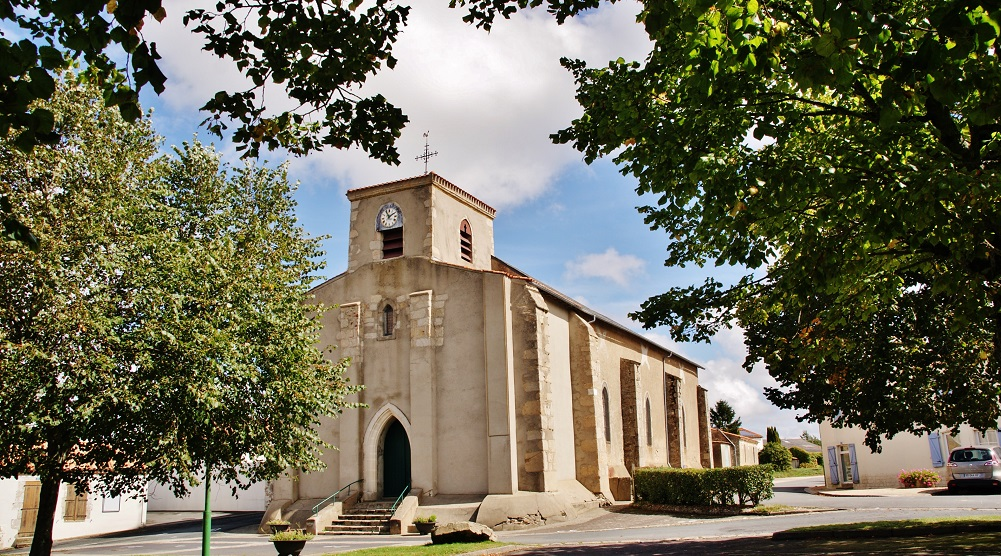
Kirche Notre-Dame-de-l’Annonciation in La Chapelle-Achard

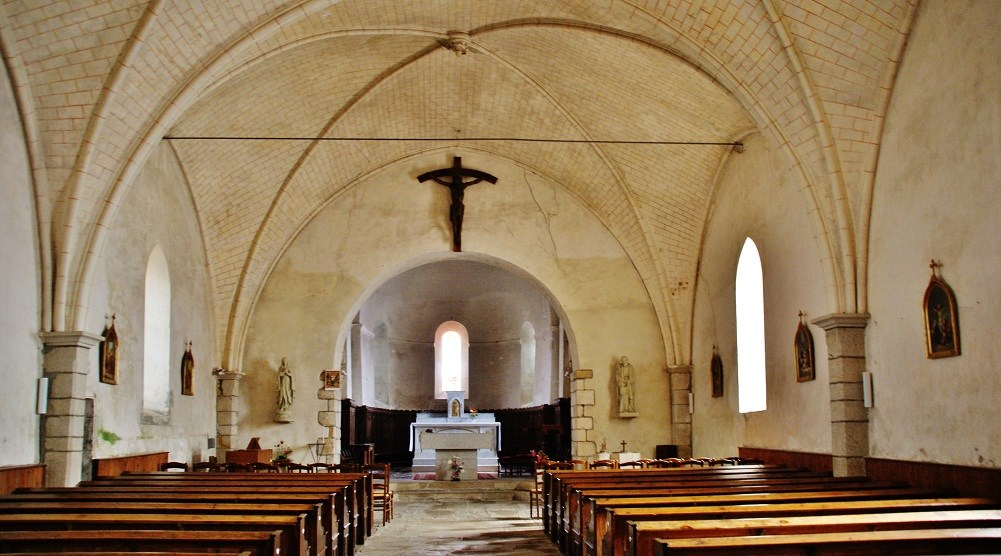
Innenansicht

Die katholische Pfarrkirche Notre-Dame-de-l’Annonciation in La Chapelle-Achard, einem Gemeindeteil von Les Achards im französischen Département Vendée in der Region Pays de la Loire, wurde ab dem 11. Jahrhundert errichtet.
Die der Mariä Verkündigung geweihte Saalkirche an der Rue du Général de Gaulle besitzt ein Langhaus, das von einem vierteiligen Gewölbe gedeckt wird. Die Apsiskalotte ruht auf fünf rundbogigen Arkaden. Der Chor aus dem 11. Jahrhundert ist der älteste Teil der Kirche. Das Schiff wurde im 17. Jahrhundert erneuert.
Der rechteckige Glockenturm über der Westfassade wird von Klangarkaden durchbrochen.
Über dem spitzbogigen Portal ist eine Nische eingeschnitten.